# Luca Catellani
Luca Catellani (Montecchio Emilia, 26 febbraio 1991) è un pallavolista italiano.
Gioca nel ruolo di libero nella Stadium Mirandola

## Carriera
La carriera di Luca Catellani inizia nelle giovanili del Vollay Ball San Martino prima e della Pallavolo Modena poi, dove viene inserito nel progetto Under-20 e partecipa al campionato di Serie B2; nel giugno 2011 si laurea vicecampione d'Italia U20. Nella stagione 2011-12 viene inserito nella rosa della prima squadra, dove per due annate ricopre il ruolo di secondo libero, alle spalle di Loris Manià; l'esordio nella massima serie avviene contro il Latina Volley.
Nel 2013-14 si trasferisce al Volley Tricolore Reggio Emilia, ottenendo subito la promozione dalla Serie B1 al campionato cadetto e vincendo la Coppa Italia di categoria.
Nelle stagioni 2015-16 e 2016-17 è in Serie B1 con il Modena Est Volley, ottenendo la seconda e la terza promozione in serie A2.
Nella stagione 2018-19 è in Serie B allo Stadium Volley.

## Palmarès
- Coppa Italia di Serie B1: 1

2013-14